# Déborah Anthonioz
Déborah Jessica Anthonioz (ur. 29 sierpnia 1978 w Thonon-les-Bains) – francuska snowboardzistka, srebrna medalistka olimpijska.

## Kariera
W zawodach Pucharu Świata zadebiutowała 29 listopada 1996 roku w Tignes, zajmując 16. miejsce w gigancie. Tym samym już w swoim debiucie wywalczyła pierwsze pucharowe punkty. Na podium po raz pierwszy stanęła 26 stycznia 2002 roku w Kreischbergu, wygrywając rywalizację w snowcrossie. W zawodach tych wyprzedziła dwie Austriaczki: Ursulę Fingerlos i Doresię Krings. Łącznie 13 razy stawała na podium zawodów PŚ, odnosząc przy tym jeszcze trzy zwycięstwa: 5 lutego 2003 roku w Bad Gastein, 18 września 2005 roku w Valle Nevado i 14 grudnia 2005 roku w Nassfeld triumfowała w snowcrossie. Najlepsze wyniki osiągnęła w 2010/2011, kiedy to zajęła 11. miejsce w klasyfikacji generalnej a w klasyfikacji snowcrossu była czwarta.
Największy sukces w karierze osiągnęła w 2010 roku, kiedy na igrzyskach olimpijskich w Vancouver zdobyła srebrny medal w swej koronnej konkurencji. Rozdzieliła tam na podium Kanadyjkę Maëlle Ricker i Olivię Nobs ze Szwajcarii. Startowała również na igrzyskach w Turynie w 2006 roku i igrzyskach olimpijskich w Soczi w 2014 roku, zajmując odpowiednio 10. i 15. miejsce. Zajęła też między innymi szóste miejsce w snowcrossie na mistrzostwa świata w Whistler w 2005 roku.
Zakończenie kariery sportowej ogłosiła 13 maja 2014 roku na konferencji prasowej.

## Osiągnięcia

### Igrzyska olimpijskie
| Miejsce | Dzień     | Rok  | Miejscowość | Konkurencja    | Zwyciężczyni  |
| ------- | --------- | ---- | ----------- | -------------- | ------------- |
| 10.     | 17 lutego | 2006 | Turyn       | Snowboardcross | Tanja Frieden |
| 2.      | 16 lutego | 2010 | Vancouver   | Snowboardcross | Maëlle Ricker |
| 15.     | 16 lutego | 2014 | Soczi       | Snowboardcross | Eva Samková   |

### Mistrzostwa świata
| Miejsce | Dzień       | Rok  | Miejscowość | Konkurencja    | Zwyciężczyni       |
| ------- | ----------- | ---- | ----------- | -------------- | ------------------ |
| 8.      | 19 stycznia | 2003 | Kreischberg | Snowboardcross | Karine Ruby        |
| 6.      | 16 stycznia | 2005 | Whistler    | Snowboardcross | Lindsey Jacobellis |
| 11.     | 14 stycznia | 2007 | Arosa       | Snowboardcross | Lindsey Jacobellis |
| 12.     | 18 stycznia | 2009 | Gangwon     | Snowboardcross | Helene Olafsen     |
| 13.     | 18 stycznia | 2011 | La Molina   | Snowboardcross | Lindsey Jacobellis |
| 11.     | 26 stycznia | 2013 | Stoneham    | Snowboardcross | Maëlle Ricker      |

### Puchar Świata

#### Miejsca w klasyfikacji generalnej
- sezon 1996/1997: 73.
- sezon 1997/1998: 96.
- sezon 2001/2002: -
- sezon 2002/2003: -
- sezon 2003/2004: -
- sezon 2004/2005: -
- sezon 2005/2006: 23.
- sezon 2006/2007: 37.
- sezon 2007/2008: 83.
- sezon 2008/2009: 21.
- sezon 2009/2010: 36.
  - SBX[1]
- sezon 2010/2011: 11.
- sezon 2011/2012: 64.
- sezon 2012/2013: 218.
- sezon 2013/2014: 164

#### Zwycięstwa w zawodach
1. Kreischberg – 26 stycznia 2002 (snowcross)
2. Bad Gastein – 5 lutego 2003 (snowcross)
3. Valle Nevado – 18 września 2005 (snowcross)
4. Nassfeld – 14 grudnia 2005 (snowcross)

#### Pozostałe miejsca na podium w zawodach
1. Bad Gastein – 30 stycznia 2002 (snowcross) - 2. miejsce
2. Valle Nevado – 12 września 2002 (snowcross) - 2. miejsce
3. Bad Gastein – 4 lutego 2003 (snowcross) - 2. miejsce
4. Saas-Fee – 30 października 2004 (snowcross) - 3. miejsce
5. Bad Gastein – 10 stycznia 2009 (snowcross) - 2. miejsce
6. Stoneham – 17 lutego 2011 (snowcross) - 3. miejsce
7. Valmalenco – 18 marca 2011 (snowcross)  - 3. miejsce
8. Telluride – 16 grudnia 2011 (gigant równoległy) - 3. miejsce
9. Stoneham – 21 lutego 2012 - (snowcross) - 3. miejsce

- W sumie (4 zwycięstwa, 4 drugie i 5 trzecich miejsc).